# Jeremy Moore
John Jeremy Moore  (5 de julio de 1928 - 15 de septiembre de 2007) fue un militar británico que desempeñó como comandante de las fuerzas terrestres británicas en la guerra de las Malvinas de 1982. Recibió la rendición de las fuerzas argentinas en las islas de manos del general de brigada Mario Benjamín Menéndez. Fue Mayor General (General de División) y condecorado con las medallas KCB, OBE, MC y Bar.

## Antecedentes biográficos
Moore nació en el seno de una familia con antecedentes militares el 5 de julio de 1928 en Lichfield, Distrito de Lichfield, Staffordshire, Inglaterra. Su abuelo materno fue herido en una carga de caballería en Tel-el-Kebir en 1880 y luego comandó al 4.º. Regimiento de Húsares. Tanto su abuelo paterno, que ascendió como soldado raso en el Regimiento de York y Lancaster, como su padre, un oficial del Regimiento del Rey, recibieron la Cruz Militar en 1916. Su padre fue destinado a la India cuando Moore tenía 6 años por lo que sus contactos fueron poco frecuentes.3
Fue educado en la Escuela Brambletye en East Grinstead y en el Cheltenham College
En 1966 se casó con Veryan con quien tuvo tres hijos: Andrew, Helen y Sarah.
El 15 de septiembre de 2007 falleció.

## Carrera militar

### Antecedentes militares anteriores a la guerra de Malvinas
Ingresó a la Royal Navy en 1948, donde fue comisionado y recibió entrenamiento como piloto hasta que el Almirantazgo decidió que no necesitaban más pilotos de la Marina. Luego pasó los Royal Marines.
Luego de un entrenamiento básico y servicio en el mar en el crucero HMS Sirius, se unió a la tropa de Batallón Comando 40 en Malasia en noviembre de 1950, durante la Emergencia Malaya. Por primera vez recibió un galardón militar importante, cuando en 1952 se le entregó la Cruz Militar por su valentía, después de que él y sus hombres se enfrentaron en un combate con los insurgentes comunistas en la selva malaya.
Luego se desempeñó como Housemaster de la Escuela de Infantería de Marina Real de Música en Deal, Kent en 1954, como instructor en la Escuela de suboficiales, como ayudante con el Batallón Comando 45 desde 1957 hasta 1959, pasando mucho tiempo en las operaciones contra EOKA en Chipre, y luego como instructor en la Real Academia de Sandhurst hasta 1962. Fue enviado a Brunéi a unirse al Batallón Comando 42, como jefe de compañía, y ayudante más tarde. Mientras era jefe de compañía, fue galardonado con una barra de la Cruz Militar en diciembre de 1962, cuando dirigió un ataque contra los rebeldes que defendían la ciudad de Limbang en el área de Sarawak de Borneo, rescatando rehenes británicos y australianos.
Después de asistir a la Escuela de Guerra del Ejército Australiano en 1963 a 1964 sirvió con la 17a División Gurkha en Borneo en 1965 en la lucha contra los insurgentes de Indonesia. Fue Secretario Asistente del Comité de Jefes de Estado Mayor del Ministerio de Defensa entre 1966 y 1968. Se desempeñó como oficial de operaciones anfibias en HMS Bulwark en 1968 a 1969.
Fue puesto a cargo del entrenamiento de oficiales de los Royal Marines antes de ser ascendido a teniente coronel en 1971 y recibir el mando del Batallón Commando 42. En julio de 1972, participó en la Operación Motorman en Irlanda del Norte, cuando el ejército británico volvió a ocupar zonas de Derry previamente declaradas zonas prohibidas por el IRA.
Fue nombrado Oficial de la Orden del Imperio Británico en 1973. Comandó la Escuela Royal Marines de Música 1973-1975, y luego estudió en la Real Colegio de Estudios de la Defensa en 1976.
Comandó 3 Commando Brigade a partir de 1977 hasta que fue ascendido a general de división en 1979 y tomó el mando de todas las fuerzas de los Royal Marines.
Cuando estalló la crisis de Malvinas, Moore estaba a punto de retirarse aunque le habían pedido que permaneciera en funciones mientras que su relevo general Sir Steuart Pringle, se recuperaba de haber recibido un atentado con explosivos por partge del IRA).

### Comandante de las fuerzas terrestres británicas en la guerra de las Malvinas
Pasó las primeras seis semanas de la campaña (desde el 9 de abril) en Northwood, Middlesex, cuartel general del comandante en jefe de la Royal Navy, el almirante Sir John Fieldhouse, asesorando sobre tácticas para un desembarco anfibio.
El 12 de mayo fue designado comandante de las Fuerzas Terrestres. Su desplazamiento al teatro de operaciones se debía que, con la llegada de un segundo brigadier, Matthew Wilson, y la 5ª Brigada de Infantería del Ejército Británico, se necesitó un oficial de la antigüedad de Moore para resolver posibles disputas entre el mencionado y Brigadier Julian Thompson a cargo de la 3ra Brigada de Comandos de los Royal Marines.  Con su astucia característica, Moore reconoció su papel neutral al usar una gorra de estilo americano durante toda la campaña, desechando su boina verde de los Royal Marines, que podría haber resultado provocativa para los miembros de la otra brigadaDe esta forma, Moore relevo al Brigadier Julian Thompson como comandante de las fuerzas terrestres.

Al respecto, el relato histórico 5th Infantry Brigade in the Falklands, señala:
Dado que ahora estaban destinadas potencialmente dos brigadas de ocho batallones para el Atlántico Sur, existía la necesidad de un cuartel general de división y el General de División Moore fue nombrado Comandante de las Fuerzas Terrestres de las Islas Malvinas o CLFFI. Esta era la primera vez que un Royal Marine comandaba el equivalente a una división desde la Segunda Guerra Mundial y, aunque había oficiales del ejército con experiencia en uno de los cuatro cuarteles generales de la división blindada en Alemania Occidental, su nombramiento reflejaba la naturaleza anfibia del campaña. Para muchos miembros del Grupo de Tareas y prácticamente para todos en las Islas Malvinas, Moore se convirtió en un héroe en una época en la que pocos militares adquieren tal estima y estatura. Reunido tan rápidamente entre una amplia variedad de oficiales con la misma amplia experiencia, para Moore no fue un comando fácil.
Su desplazamiento lo hizo en avión a la Isla Ascensión y de allí en el HMS Antrim para llegar a las Malvinas el 30 de mayoDespués de un intercambio de ideas con Thompson, Moore aprobó su plan general de ataque a Puerto Argentino.  

#### Bombardeo del monte Dos Hermanas
Antes que las fuerzas británicas llegaran con éxito a Puerto Argentino, el día 13 de junio la Fuerza Aérea Sur lanzó dos escuadrilla de cazasbombarderos A-4 Skyhawk que bombardearon el puesto comando Estado Mayor británico en monte Dos Hermanas. Las dos formaciones de A-4 eran seguidos por cuatro escuadrillas de Sea Harrier FRS.1 desde el norte, el sur el este y el oeste, además de la artillería antiaérea que estaba en tierra y mar y de los helicópteros que obstaculizaban el paso de los cazas bombarderos argentinos. A pesar del bombardeo en el campamento, Moore logró sobrevivir al abandonar del campamento a un minuto de que fuera alcanzado por el bombardeo.

#### Rendición argentina
Finalmente Moore llegó a Puerto Argentino el 14 de junio. En un diálogo con el general Menéndez, Moore contó sus experiencias donde se encontró bajo bombardeo de los aviones argentinos en Monte Kent y en el estrecho de San Carlos. Cuando le pidió a Menéndez que se rindiera pero este último le dijo que no tenía el control de todas las fuerzas Argentinas solo las del Ejército en las Islas. Posteriormente Moore aceptó la rendición del comandante argentino, el general de brigada Mario Benjamín Menéndez en Puerto Argentino/Stanley el 14 de junio de 1982.
"Tenía un documento preparado y nos habían indicado desde Londres que el documento debía utilizar el término ´rendición incondicional´. Pero la lógica me decía que ´incondicional´ no tenía más que un significado psicológico".
"Era muy consciente de que los argentinos son un pueblo orgulloso y que el honor militar tiene mucha importancia para ellos, por lo que temía que ese término hiciera que rehusaran firmar el documento. Así que, cuando me dirigía a Port Stanley (Puerto Argentino) a ver a Menéndez, me comuniqué con mi Estado Mayor y les dije que si el general (argentino) protestaba por ese término, lo suprimiría. Y corté inmediatamente la comunicación".
"Y así fue, cuando le presenté el documento a Menéndez, él se quejó de la palabra ´incondicional´. Así que le dije, ´si no le gusta, suprímala´. El la eliminó de su acta de rendición y yo la eliminé de la mía. Y firmó el documento".

## Actividades luego de la guerra de las Malvinas
Fue ascendido a Caballero Comandante de la Orden del Baño en 1982 después de su mando en las Malvinas, y dejó a los marines en 1983. 
Se convirtió en director general de la Federación de Fabricantes de Alimentos, pero se fue 18 meses más tarde. Más tarde en la vida, que recaudó dinero para la investigación de las enfermedades del hígado después de tener un trasplante de hígado. 
Durante los últimos años ha sido consultor, conferenciante y orador, colaborando a menudo con una organización de gestión y formación. Ha actuado como orador principal, motivador, educador y orador de sobremesa en conferencias y seminarios de todo tipo para fuerzas de ventas, gerentes y académicos de todas las edades. Tiene mucho cuidado en preparar sus discursos para adaptarlos a sus audiencias y sus necesidades. Ya sea una lección sobre cómo formar equipos o un relato apasionante de su estancia en las Islas Malvinas, sus discursos están llenos de anécdotas extraídas de vívidas experiencias.